# Dora Kent
Dora Kent (ur. ok. 1904, zm. 11 grudnia 1987) – matka Saula Kenta, członka zarządu Alcor Life Extension Foundation. Z zawodu krawcowa damska w Nowym Jorku. W 1988 stała się obiektem prawnych kontrowersji dotyczących okoliczności jej śmierci tuż przed poddaniem krioprezerwacji: podejrzewano morderstwo. Była ósmą pacjentką Alcor, wówczas najstarszą osobą poddaną krioprezerwacji.
W grudniu 1987 umierająca na chorobę Alzheimera i zapalenie płuc Kent została przywieziona przez syna do placówki Alcor w Riverside (Kalifornia), gdzie zmarła. Pracownicy Alcor oddzielili jej głowę w celu dokonania neuroprezerwacji, i umieścili w wypełnionym ciekłym azotem naczyniu Dewara. Przy zgonie nie był obecny lekarz.
Koroner hrabstwa Riverside dokonał sekcji zwłok bezgłowego ciała Dory Kent i jako przyczynę zgonu podał zapalenie płuc. Potem koroner uznał, że obecność pewnych metabolitów w ciele sugerowała, że Dora Kent wciąż żyła kiedy poddawano ją krioprezerwacji. Substancje znalezione przez koronera są podawane w trakcie procesu stabilizacji pacjenta do krioprezerwacji, wobec czego trudno stwierdzić, czy zostały podane przed czy po zgonie. Koroner zażądał głowy do przeprowadzenia sekcji zwłok, a także dokumentów wszystkich pacjentów Alcor i wszystkich znajdujących się w kriostazie ciał. Kiedy pracownicy Alcor odmówili wydania głowy i ciał pozostałych pacjentów, kilku pracowników i wolontariuszy Alcor (wśród nich Mike Darwin) zostało skutych kajdankami i aresztowanych, chociaż nikogo nie postawiono w stan oskarżenia.
W tydzień później placówka Alcor stała się celem ataku jednostki policji SWAT, większość majątku Alcor została zajęta, chociaż potem została zwrócona. Deputowany koroner Dan Cupido stwierdził, że Alcor miał lepsze wyposażenie niż niejedna placówka medyczna. Alcor pozwał hrabstwo za niesłuszne aresztowanie i bezprawne zajęcie majątku, i wygrał oba procesy, łącznie z $90 000 odszkodowaniem na rzecz niesłusznie zatrzymanych pięciorga pracowników.
Ostatecznie sąd nałożył ograniczenie (restraining order) na owego koronera, chroniąc głowę Dory Kent i pozostałe zamrożone ciała w Alcor przed zajęciem, zniszczeniem lub uszkodzeniem.
W kolejnych latach przypadek ten był szeroko omawiany w prasie, co zaowocowało większym zainteresowaniem usługami Alcor i zdecydowanym zwiększeniem liczby członków Alcor.